# Mahdjoub Bedda
Mahdjoub Bedda est un homme politique algérien, ancien ministre de l'Industrie et des Mines, ancien ministre des Relations avec le Parlement.
Dans le contexte des manifestations de 2019 en Algérie, il est arrêté pour corruption. Il est condamné à des peines d'emprisonnement pour des faits de corruption.

## Biographie
Mahdjoub Bedda est originaire de Médéa. Il a une formation de docteur en économie. Après ses études, il occupe plusieurs postes de responsabilité dont celui de président de la Commission des Finances et du Budget à l’Assemblée populaire nationale (APN).
Le 25 mai 2017, il est nommé ministre de l'Industrie et des Mines du nouveau gouvernement Abdelmadjid Tebboune. Lors du remaniement ministériel d’août 2017, il perd son portefeuille de ministre et est remplacé par Youcef Yousfi au sein du nouveau gouvernement Ahmed Ouyahia X.
Il est ministre  des Relations avec le Parlement du 4 avril 2018 au 31 mars 2019.
Il est incarcéré le 17 juillet 2019 à la prison d'El-Harrach dans le cadre d'enquêtes liées à la lutte contre la corruption et condamné à 10 ans de prison en première instance, peine ramenée à cinq ans en appel.
Dans le cadre de l'affaire Haddad il est condamné à deux ans d'emprisonnement pour corruption.